# بخش رایپور
بخش رایپور (انگلیسی: Raipur district) یک بخش در ایالت چتیسگر، هند است. این بخش که ۱۳٬۰۸۳ کیلومتر مربع مساحت دارد در سال ۲۰۰۱ میلادی ۳٬۰۰۹٬۰۴۲ نفر جمعیت داشته‌است.